# 미끼 이야기
《미끼이야기》(일본어: 囮物語 오토리모노가타리[*])는 일본의 소설가 니시오 이신이 고단샤를 통해 연재한 소설이다. 이야기 시리즈 세컨드 시즌중 네 번째 작품이다. 화자는 아라라기 코요미가 아닌 센고쿠 나데코이고 센고쿠 나데코가 신화(神化)하여 결국은 신이 되는 이야기이다. 대한민국에서는 학산문화사를 통해 2013년 8월 7일에 발간되었다.

## 서적

### 일본
- 《囮物語》 (2011년 6월 28일 초판 발행) ISBN 978-4-06-283776-7

### 대한민국
- 《미끼 이야기》 (2013년 8월 7일 발매) ISBN 9788968317576

## 애니메이션
소설이 애니메이션화되어 2013년 7월 6일부터 2013년 12월 28일까지 방영된 모노가타리 세컨드 시즌 총 26화중 10화부터 13화까지 총 4화로 방영이 종료됐다. 대한민국에서는 애니플러스에서 방영되었다.

### 주제가
- 여는곡 <もうそう♥えくすぷれす> (망상♥익스프레스)

작사: meg rock
작곡·편곡: 코우사키 사토루
노래: 〈센고쿠 나데코〉 (하나자와 카나)
- 닫는곡 〈その声を覚えてる〉 (그 목소리를 기억하고 있어)

노래: 〈河野マリナ〉 (카와노 마리나)